# Демократична република Конго
Вижте пояснителната страница за други значения на Конго.
Демократична република Конго (на френски: République démocratique du Congo), също – Конго (Киншаса), е държава в Централна Африка. В периода от 1971 до 1997 г. се нарича Заир, а през колониалния ѝ период се е наричала Белгийско Конго.
Не трябва да се бърка със съседната държава Република Конго, наричана също Конго (Бразавил), а по-рано Френско Конго.
ДРК е втората по територия държава на континента и 12-ата в света. Има население от над 75 милиона души, което ѝ отрежда 19-о място в света по населеност и 4-то в Африка, като я прави най-многолюдната франкофонска страна. Столица е град Киншаса, с население 10,1 милиона души.
Граничи с общо 8 държави, има излаз на Атлантическия океан, а през част от територията ѝ минава екваторът. През нея тече река Конго – 10-ата по дължина и най-дълбоката река в света. Макар и по дефиницията на ООН да се намира в Централна Африка, ДРК е икономически обвързана с южните африкански страни.
Страната се възстановява от Втората конгоанска война, (наричана „Африканска световна война“, и най-смъртоносната след Втората световна война.). Конфликтът избухва през 1998 г. и официално приключва през 2003 г., като отнема живота на 5,4 млн. души. Въпреки подписаните мирни споразумения продължават сраженията в източната част на страната, където се регистрира най-високият ръст на масови изнасилвания и убийства в света.
Жителите на ДР Конго имат едни от най-ниските доходи в света, а БВП на глава от населението е най-ниският. Въпреки това страната е най-богатата в света от гледна точка на природни ресурси – нейните неразработени запаси от полезни изкопаеми, минерали и метали се изчисляват на $24 трилиона, което почти се равнява на националния брутен вътрешен продукт на САЩ и Европейския съюз, взети заедно. ДР Конго притежава 50% от всички горски масиви на континента, а хидроенергийният ѝ потенциал е достатъчен да захрани с електричество цяла Африка.

## История
Предполага се, че народите банту са достигнали зоната на влажните екваториални гори в котловината на река Конго още преди V век. Около XIV век там се образува кралство Конго, чиято територия се простира много по-надалеч, отколкото територията на днешната република. През 1482 г. по крайбрежието акостират португалски кораби на търговци на роби. Дейността на португалците ускорява упадъка на средновековното кралство Конго.
През XIX век след експедициите на Дейвид Ливингстън се събужда интересът на европейските сили за колонизация на Централна Африка. Белгийският крал Леополд II сключва договори за протекция с местните владетели, целейки придобиване на територии по поречието на река Конго. Колонизацията се извършва въз основа на покупки на поземлени парцели и придобиване на концесии. Основа на икономиката на Белгийско Конго е добивът на каучук, но се експлоатират и другите природни богатства, с които разполага страната. На Берлинската конференция за Конго от 1884 – 1885 г. владенията са признати за частна собственост на белгийския крал. През следващите години териториите и народите, включени в днешна Демократична Република Конго, са брутално експлоатирани. Цели области са обезлюдени вследствие на ужасяващото третиране от страна на губернаторите, назначени от краля.
През 1908 г. Леополд II е принуден да се откаже от частното си владение, като го прехвърли на белгийската държава. През 1960 г. избухват безредици, вследствие на които на 30 юни 1960 г. Белгия дава независимост на колонията, но бързото оттегляне на администрацията ѝ, както и на капиталовложенията, се отразява изключително негативно на новата република.
След обявяването на независимостта президент става Жозеф Касавубу (1910 – 1969), а министър-председател – Патрис Лумумба (1925 – 1964). Малко след това избухват тежки безредици, а провинция Катанга обявява независимост. С намесата на ООН и Белгия, държавната цялост е възстановена през 1963 г.
След множество военни преврати през 1965 г. начело на държавата застава Жозеф Дезире Мобуту (1930 – 1997). Смятаният за гарант на стабилността лидер получава подкрепата и на европейските държави. Мобуту преименува държавата и реката на Заир, осъществява частично одържавяване в чуждестранните компании и експлоатира държавата с цел лично забогатяване. През 80-те години на 20 век диктаторският му режим получава отзвук в международен план. Свалянето му от власт обаче се осъществява едва през 1997 г., когато президентският пост е поет от Лоран-Дезире Кабила (1941 – 2001).
През 1998 г. в източните части на страната избухва гражданска война. В основата ѝ стоят бунтовници от племето тутси. Конфликтът става международен, въвлечени са съседите на Конго на изток и юг – Руанда и Уганда. Следват кървави сблъсъци, крайна нищета и множество бежанци в Централна Африка.
През 2001 г. Лоран Кабила загива при атентат, а синът му Жозеф Кабила (1971) поема президентския пост. Той сключва договор за мир с участниците във войната, както и със съседките Уганда и Руанда. През 2003 г. президентът провъзгласява преходна конституция и правителство, в което участват членове на стария кабинет и опозиционери. Същата година обаче мирните инициативи са помрачени – избухват кървави сблъсъци между хема и ленду в областта Итури.

## География
Демократична република Конго е сред най-големите по територия страни в света с обща площ от 2 344 858 km² – около 1/4 от територията на САЩ или териториите на Испания, Германия, Франция, Швеция и Норвегия взети заедно. Общата дължина на държавните ѝ граници възлиза на 10 730 km:
- Република Конго – 2410 km на северозапад;
- Централноафриканска република – 1577 km на север;
- Южен Судан – 628 km на североизток;
- Уганда – 765 km на изток-североизток;
- Руанда – 217 km на изток;
- Бурунди – 233 km на изток;
- Танзания – 459 km на изток-югоизток;
- Замбия – 1930 km на югоизток;
- Ангола – 2511 km на югозапад.

Бреговата ивица възлиза на едва 37 km.
Две трети от страната са разположени на юг от екватора, а останалата една трета – на север от него. Географските координати на ДРК са 0°00′С, 25°00′И.

### Климат и води
Климатът е тропичен и като цяло се характеризира с висока влажност и температури, чиито амплитуди варират в различните региони. В по-голямата част от страната се наблюдават по два сухи и влажни сезона. Температурите са най-стабилни в екваториалните гори, с дневен максимум между 30 и 35 °C, и нощен минимум от 20 °C. Валежните количества са между 1000 и 2200 mm на година, а за повечето планински райони е характерна почти постоянна мъгла. В най-високите точки на Рувензорите има и обилни снеговалежи.
Безспорно най-забележителната река на територията на страната е Конго, чиито притоци образуват най-обширната мрежа от плавателни реки в Африка. Особено ценни характеристики на тази река са необичайно стабилният воден поток и многото водопади и промени в елевацията, които създават водноелектрически потенциал, несравним с никоя друга речна система на Земята. Наличието на толкова много реки е улеснило и изследването на страната, а в наши дни благоприятства развитието на транспорта и икономиката като цяло. Езерата Албърт, Едуард, Киву и Танганика също са свързани до известна степен с речната система Конго.

### Географски региони
Страната може да се раздели на няколко основни географски региона, най-ясно откроеният от които е басейнът на река Конго. Той е със средна надморска височина от 44 m и 800 000 km² площ и там са разположени заблатени и гористи местности. Директно на юг и север от него има равнини и ниски хълмисти райони, покрити със савани и гори. По границата с Ангола се простират планински вериги със средна височина не повече от 1000 m. Растителността там е разнообразна.
На изток се намират високите планински системи. Планинските вериги там се простират в продължение на 1500 km от север на юг, а на ширина варират между 80 и 560 km. Тези планини принадлежат към западния дял на Източноафриканската рифтова система и заедно с Великите африкански езера до голяма степен определят природната граница на изток. Тук е разположена и най-високата точка в страната, връх Маргьорит, (5109 m над морското равнище).

### Околна среда и биоразнообразие
Подобно на останалите африкански страни с екваториални гори, Демократича република Конго също претърпява масово изсичане на гори за икономически цели. Изсичането на горите в страната не само унищожава богатите горски екосистеми, но и създава нови черни пътища, по които бедни и безземни земеделци се придвижват до обезлесените райони, където създават свои стопанства и продължават да изсичат масиви. Голям проблем представляват безразборното избиване на най-различни животински видове и замърсяването на реките с битови и промишлени отпадни води. Ловуването на диви животни дори от защитени видове е следствие от масовия глад. През 2010 вследствие на военните конфликти и липсата на държавна политика по въпроса, мироопазващи сили на ООН (сини каски) се налага да спасяват с вертолети няколко десетки редки горили от конфликтна зона.
Въпреки тези проблеми Демократична република Конго остава страна с огромно биооразнообразие – планински горили, маймуни бонобо, окапи, бели носорози, африкански слонове, жирафи, чакали, корморани, папагали и много други животни. Западноконгоанските блатисти гори са защитен екорегион, непроходим за човека; те се отличават с голямо и по-слабо засегнато от човешката дейност биоразнообразие. Четири от националните паркове: Гарамба, Вирунга, Салонга и Каузи-Биега, както и резерватът Окапи са включени в списъка на световното наследство на ЮНЕСКО.

## Държавно устройство
ДРК може да се определи като страна в преход към полупрезидентска република.
На 18 и 19 декември 2005 се провежда успешен референдум за нова конституция и насрочване на избори през 2006 г. Изборният процес е затруднен от слабата инфраструктура и високата неграмотност на населението, но е подпомогнат от мисията на ООН (MONUC) в страната. На изборите участват близо 25 милиона души,, конституцията одобряват 84% от гласувалите. Според нея Конго би следвало да се раздели на 25 автономни региона, с оглед децентрализация и хармонизация с местните етнически и религиозни особености. След временно правителство между 2003 и 2006 година, политическата рамка в страната днес се определя като Трета република.
Държавен глава е президентът, избиран за срок от 5 г., но за не повече от 2 мандата. Той назначава министър-председателя по предложение на партията, спечелила най-много гласове. Настоящ президент е Жозеф Кабила.
Парламентът на страната е двукамарен – с народно събрание и сенат.

### Административно деление
Демократична република Конго се разделя на 10 провинции и столицата Киншаса, която има статут на провинция:
| Карта     | Провинции |
| --------- | --- |
| без рамка | 1. Бандуну 2. Централно Конго 3. Екваториална провинция 4. Западен Касаи 5. Източен Касаи 6. Катанга 7. Киншаса 8. Маниема 9. Северно Киву 10. Източна провинция 11. Южно Киву |

### Главни градове
| - Бандунду - Бома - Букаву - Илебо - Исиро - Калемие - Кананга | - Кикпоо - Кинду - Киншаса - Кисангани - Колвези - Ликаси - Лубумбаши | - Матади - Мбанданка - Мбанза-Нгунгу - Моба - Мобайе-Мбонго - Мбужи-Майи - Убунду |

## Демография
Населението на страната се състои от 12 основни етнически групи. Около 80% от жителите на ДРК принадлежат към народите банту.
Населението на ДРК възлиза на 70 917 000 души към 2009 г. Гъстотата е 29,3 души/km², сравнително ниска за континента. Населението се концентрира предимно в миннодобивния район Шаба и в долното течение на река Конго. Около 34% от хората живеят в градове, като ръстът на урбанизацията е 5,1% в периода 2005 – 2010 година. В столицата Киншаса живеят над 10 млн. души, но градът остава сравнително слаборазвит инфраструктурно. Високата раждаемост и ниската продължителност на живота (54,73 години) е причина средната възраст на населението да е 16,5 години. За смъртността допринася и разпространението на СПИН, от който на година умират по 100 000 души – по този показател ДРК е на шесто място в света, след Южна Африка, Нигерия, Индия, Кения и Зимбабве.
В администрацията се използва френският език, който е официалният език и служи за улесняване на комуникацията между стотиците различни етноси. Широко застъпени са и т.нар. национални езици – 4 на брой, от които най-разпространен е лингала (използва се в търговията), кингвана (диалект на суахили), киконго и чилуба. Общо в страната се говорят 242 различни езика.
Християнството е основна религия, чиято основна деноминация в Демократична република Конго е католицизмът – изповядван от 50% от населението, следван от протестантството (20% от населението). Понякога към последното се причислява и местно християнско вероизповедание, наречено кимбангизъм, към което спадат 10% от населението. Остатъкът от хората са мюсюлмани (10%) и анимисти (10%).

### Образование
Образователният процес е под контрола на три министерства – Министерство на началното, средното и професионалното образование (Ministère de l’Enseignement Primaire, Secondaire et Professionnel), Министерство на висшето и университетското образование (Ministère de l’Enseignement Supérieur et Universitaire) и Министерство на социалната политика (Ministère des Affaires Sociales). Системата е идентична с тази в Белгия.
Образованието в ДР Конго обаче не е нито задължително, нито безплатно, и много деца не ходят на училище заради невъзможността на родителите им да плащат образованието на децата си. То включва не само учебници и пособия, а и заплатите на учителите. Въпреки това по данни от 2000 г. 65% от децата между 10 и 14 години са посещавали училище. Средната продължителност на образователния процес е 8 години – 9 при момчетата и 6 – при момичетата.

### Права на жените и децата
През 2006 година ООН изразява загриженост по отношение на правата на жените в страната, критикувайки липсата на равноправие между половете. Положението е особено тежко в източните региони, където броят на изнасилвания и други видове сексуално насилие е най-голям в света. Според доклади на Червения кръст, в провинция Сюд Киву екзекуциите, изнасилванията и отвличанията на жени и деца, както и унищожаването на села са чести.
Според наблюдател на ООН в страната въоръжени групировки редовно отвличат жени и деца с цел сексуална експлоатация. Проблемът се задълбочава. Според британската хуманитарна организация Оксфам, той бележи рязък ръст, а според изследване на Харвард паралелно се е увеличило и сексуалното насилие, вършено от цивилни.

## Икономика
Демократична република Конго е страна със сравнително голямо население – 70 млн. души (с 10 млн. повече от Франция и 10 млн. по-малко от Германия) и несравним природоресурсен потенциал, изразяващ се в богати запаси от мед, злато, сребро, диаманти, нефт, кобалт, манган, цинк, калай, кадмий, уран и въглища. На територията на тази държава се намират 80% от всички запаси на кобалт в света, който намира широко приложение в електрониката, магнитните технологии и реактивните двигатели. По време на провъзгласяването на независимостта си през 1960-те години, това е най-индустриализираната страна на континента след Република Южна Африка, но внезапното изтегляне на колониалната администрация и последвалата гражданска война, годините на клептократично управление на Мобуту Сесе Секо и двете конгоански войни (1996 – 97 и 1998 – 2003) довеждат Демократична република Конго до състояние на пълен колапс.
Почти отсъстващата инфраструктура, високата неграмотност (32,8%), корупцията, несигурната законова рамка, нестихващото насилие са причина БВП на глава от населението да е най-нисък в света – едва $300, а износът да се равнява на $6,1 млрд. въпреки огромните залежи на природни богатства. Промишленият сектор на страната е съсредоточен върху преработката на природните богатства. Важни за сектора са нефтените рафинерии, както и производството на цимент и каучук. Останалата част от промишления сектор е съсредоточена в производството на обувки, хранителни стоки, текстил и тютюневи изделия. Металите се изнасят основно в Китай.
Заводите са съсредоточени в по-големите градове. Селските райони са основният източник на земеделска продукция, най-вече кафе, каучук, захар, чай, какао, касава, царевица и ориз. Най-важните търговски партньори са Китай, Белгия, РЮА, Чили, САЩ, Германия и Индия. Правителството на ДР Конго получава близо $2 млрд. годишни помощи от по-богатите членки на ЕС.

### Инфраструктура
Годините на война със съседните на Демократична република Конго държави довеждат до съсипването на инфраструктурата, която е жизненоважна за такава огромна страна, както и до недохранване, от което страда немалка част от населението.
Пътната мрежа е с обща дължина от 153 497 km, от които само 2794 km са асфалтирани пътища. Железопътната мрежа е с дължина 4007 km, от които 858 km са електрифицирани. Речният транспорт е широко застъпен, а мрежата от 15 000 km водни пътища е осмата най-обширна в света. Въпреки това океанският транспорт е слабо развит – ДР Конго разполага само с един петролен танкер в търговския си флот. Страната има 37 km газопроводи и 39 km нефтопроводи.
Телекомуникационната инфраструктура е в процес на развитие. Стационарната телефонна мрежа е неадекватна спрямо нуждите на населението – 40 000 поста, но в употреба са около 11 млн. мобилни телефони. Броят на жители с постоянен достъп до Интернет е около 365 000, или 0,5% от населението.
В страната се извършват големи енергийни проекти като Гранд Инга.

## Култура
Културата на страната е формирана под влиянието на многобройните народности и разнообразният им начин на живот. Голяма част от населението е селско и води традиционен начин на живот. Градското население е най-отворено към влияние от развитите страни.
Най-общо казано, в страната могат да се обособят четири основни народностни групи:
- пигмеите, които от хиляди години обитават джунглите и ловуват, осъществявайки търговия с другите народи. Забелязва се интегрирането на част от пигмеите към непигмейски общества.
- банту-народите, които пристигат на територията на днешно Конго на няколко последователни етапа между 2000 и 500 г. пр. Хр., произхождайки от днешна Нигерия. Те са най-многобройни, занимават се предимно със земеделие, и три от петте официално признати езика в страната – лингала, киконго и чилуба – са техните основни езици. Киконго е бил насърчаван от белгийската колониална администрация и се говори на изток, лингала намира все по-широко приложение отвъд търговията по поречието на Конго и столицата Киншаса, а чилуба се говори предимно на югоизток.
- Източноафриканците са тясно свързани с банту, но се различават по начин на живот. Те предпочитат практикуването на животновъдство пред земеделие, говорят кингвана – диалект на суахили, и обитават най-източните части на страната.
- Тутсите, както и други народи от Судан или Етиопия обитават крайните североизточни части на Демократична република Конго. Те се отличават с полуномадски начин на живот и традициите в животновъдството. Тутсите се отличават с изключително високият си ръст.

Тази класификация е съвсем обща, и трябва да се има предвид фактът, че много конгоанци от различни народи говорят по 2 – 3 езика.
Религията е важна част от ежедневието на всички народи. По-голямата част от хората са християни, но в християнството са вмъкнати и значителен брой елементи от местни вероизповедания. Идолите, талисманите и фетишите са широко разпространени, а някои бунтовнически групировки носят талисмани, които според войниците имат силата да превръщат вражеските куршуми във вода.
Едва 3% от земята се използва за поливно земеделие, където се отглеждат традиционни за африканската кухня култури като касава, ямс и африкански ориз. Традиционните ястия варират в зависимост от народите, но във всички кухни присъстват плодове, гъби, понякога и мед. Т.нар. „буш-дивеч“ е месо от най-различни видове животни – от лъвове и шимпанзета до гризачи и риби.